# Georges Oltramare
Pour les articles homonymes, voir Dieudonné (homonymie) et Oltramare.
Georges Albert Oltramare, aussi connu en France sous le pseudonyme de « Charles Dieudonné », né le 17 avril 1896 au Petit-Saconnex, et mort le 16 août 1960 à Genève, est un homme politique suisse, journaliste, écrivain, militant fasciste et ultra de la collaboration en France pendant l'occupation nazie. Il est l'auteur de vingt pièces de théâtre, de quatre recueils de poésie et de deux romans, et a tourné dans quatre films.

## Famille
Il naît dans une famille aisée originaire de Gênes et réfugiée à Genève. Fils du doyen de la faculté des lettres de l'Université de Genève et professeur de littérature latine Paul Oltramare et de Berthe Carteret, fille du conseiller d'État Antoine Carteret. Il est le frère de l'homme politique socialiste André Oltramare.
En 1925, il épouse Marcelle-Juliette Pictet de Rochemont, issue d'une famille genevoise distinguée, puis, en secondes noces, Olga-Anna de Donici, avec qui il a une fille, Katia.
À partir de 1947, il se rapproche de son neveu par alliance, Grégoire Dunant, pour qui il joue le rôle d'un père de substitution. Grégoire Dunant est en effet le fils de la belle-sœur d'Oltramare, Elisabeth de Donici (c'est-à-dire la soeur de sa seconde épouse, Olga-Anna de Donici) et du célèbre compositeur juif de chansons populaires Casimir Oberfeld, lui-même ami d'Oltramare. Or, Elisabeth de Donici avait épousé Paul Dunant et confié pendant quelques années son fils, Grégoire Dunant, à la garde de sa sœur, l'épouse d'Oltramare.

## Premières activités littéraires, artistiques et journalistiques
Au Collège de Genève il se lie d'une amitié profonde avec Marc Dufaux, auquel il va succéder à la direction de la Revue des Idées après sa mort en 1918. En 1916, il part pour Bucarest, alors que la Roumanie est en guerre, où il devient précepteur de l'un des enfants du prince Ghica et, d'où il envoie des articles au Journal de Genève. Rentré à Genève en 1917, il collabore au journal La Suisse, dans lequel il publie ses billets hebdomadaires dans sa rubrique Sans laisser de traces… qu'il signe G.O., qui se transformera en Géo. En avril 1918, il donne sa première conférence sur Jules Laforgue à l'Athénée, et en 1919, ayant obtenu une demi-licence en droit, il quitte ses études à la Faculté de droit de l’Université de Genève pour se consacrer à l'écriture. Il donne ainsi à la Comédie une revue écrite en collaboration avec René-Louis Piachaud, tandis qu'en 1920 est jouée sa comédie Le Rat d'Hôtel. En 1921 il donne au Théâtre Pitoëff une conférence sur Oscar Wilde et il travaille au secrétariat de la Société des Nations, dont il devient rédacteur du Journal Officiel en 1922. Mais, ayant publié sous le manteau un très vif pamphlet contre la Société des Nations intitulé Le Pétard, il perd sa place. En 1923, il part pour La Haye, où il va travailler comme procès-verbaliste à la conférence des Juristes chargés de réviser les lois de la guerre. À son retour, le journal La Suisse le licencie en raison de la virulence de ses articles antisémites. En réaction, il lance en 1923 son propre journal satirique, Le Pilori, qui atteindra les 20 000 exemplaires et dans lequel il s'en prend aux juifs, aux politiciens et aux « affairistes »[réf. nécessaire].

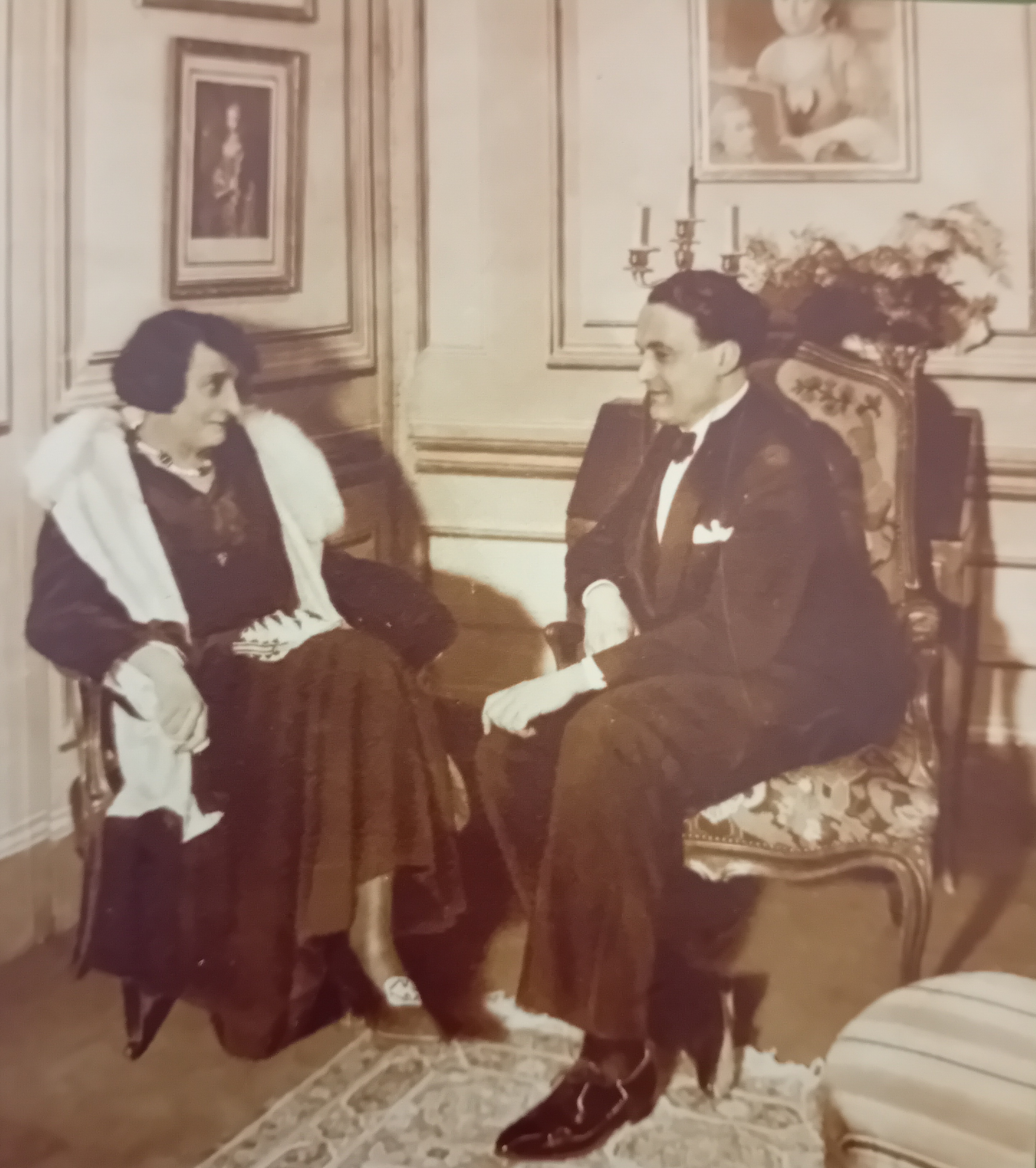
Oltramare et Noëlle Roger, qui publient ensemble L'enlèvement d'Europe.

Il participe également à plusieurs revues littéraires. Il écrit des poèmes libertins comme À mi-corps et publie des pièces de théâtre dont L'escalier de service qui est jouée au Théâtre Michel à Paris. En 1927, il reçoit le prix de la Fondation Schiller pour sa pièce Don Juan ou la Solitude qui est jouée au Théâtre de l'Œuvre à Paris.[réf. souhaitée]
Avec Michel Simon, il fait partie de la première troupe de théâtre de Georges Pitoëff installée à Genève en 1915. Il apparait sous le nom de scène d'André Soral dans trois films dont deux d'un proche, le réalisateur Jean Choux, qui réalisera sous l'Occupation des films d'inspiration vichyste.[réf. souhaitée]

## Activités politiques en Suisse
En 1930, il se lance en politique en se présentant aux élections pour le Conseil d’État genevois en candidat hors parti contre Alexandre Moriaud. Il obtient le soutien des jeunes radicaux et des chrétiens-sociaux indépendants (ancêtres du Parti démocrate-chrétien) mais perd en obtenant un bon score. En décembre de la même année, il crée son propre parti d'idéologie nationaliste, l'Ordre politique national (OPN). En 1931, Moriaud démissionne à la suite du scandale de la Banque de Genève provoquant la tenue d'élections complémentaires. Oltramare se présente contre Albert Picot, soutenu à nouveau par les jeunes radicaux, mais perd à nouveau.
Le 24 juin 1932, l'OPN fusionne avec l'Union de défense économique, parti genevois antiétatiste proche du patronat, pour former l'Union nationale (U.N.), dont Oltramare devient le chef unique à partir de 1935. Entre 1932 et 1939, l'U.N. épouse progressivement des thèses fascistes (prétentions totalitaires, principe du chef, organisation selon un mode militaire, idéalisme fondé sur l'action). Elle défend en outre le corporatisme sur le plan économique et la lutte contre le marxisme et les juifs. Elle a pour devise « une doctrine, une foi, un chef ». Son organisation est militaire, avec un cérémonial et une discipline d'inspiration fasciste, et le parti compte jusqu'à 2 000 membres en 1937. Ses militants défilent dans les rues de Genève en uniforme (béret basque et chemise grise) au son d'une clique.
En 1933, Oltramare est élu député au Grand Conseil de Genève. En 1934, avec le lancement de l'initiative Fonjallaz, Oltramare s'attaque à la franc-maçonnerie, qu'il veut faire interdire en Suisse. Le dimanche 17 juin, en début d'après midi, il se rend dans la commune de Montcherand, située au sud d'Orbe dans le canton de Vaud, d'où était natif Léon Nicole, l'un de ses principaux opposants politiques. Il y organise une manifestation durant laquelle est brûlé un mannequin représentant Léon Nicole. L'événement est connu sous le nom d'Incident de Montcherand.

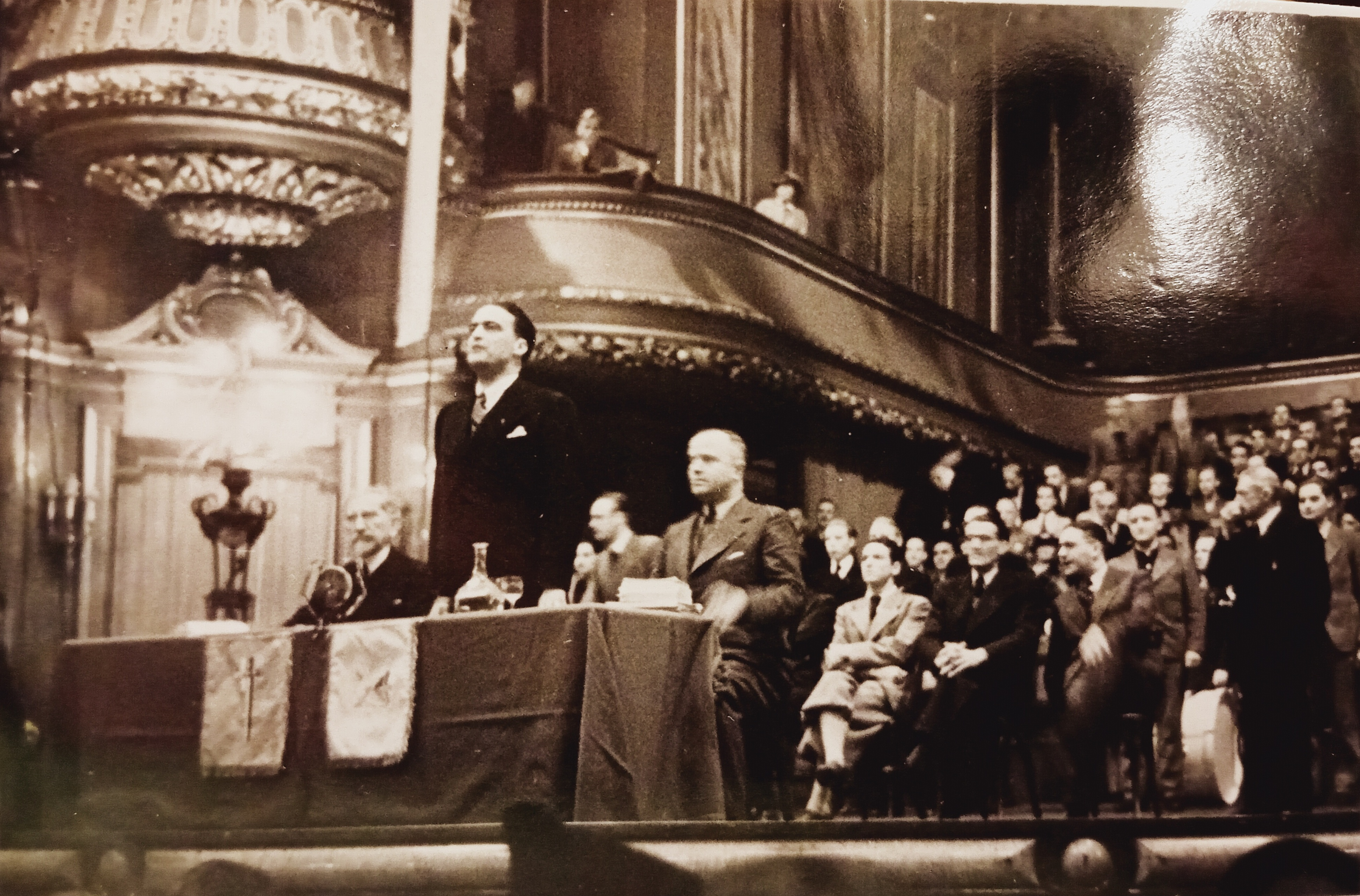
Oltramare au Victoria Hall aux côtés de Charles Maurras et Louis Darquier de Pellepoix le 24 septembre 1937.

En mai 1935, Oltramare est élu au Conseil municipal de la Ville de Genève. Il est alors surnommé « le petit Duce de Genève ». En octobre 1935, après sa non élection au Conseil national, il démissionne de ses mandats électifs de député et de conseiller municipal. À la mi-décembre 1935, le journal socialiste Le Travail accuse Oltramare d'avoir assisté au congrès fasciste de Montreux, avec d'autres leaders tels que Ante Pavelić, Léon Degrelle et José Antonio Primo de Rivera, ce que l'accusé nie. En 1936, l'U.N. obtient dix sièges au Grand Conseil genevois et Nicole abandonne le gouvernement. Oltramare bénéficie de l'aide et des subsides du dictateur italien Benito Mussolini (sous la forme d'un bureau et d'une secrétaire) qui le reçoit en mai 1937 à Rome avec un groupe de cinquante militants. Après l'échec d'un projet de fusion entre l'Union nationale et le Parti démocratique (devenu par la suite Parti libéral, puis après fusion Parti libéral-radical) genevois, Oltramare quitte la direction de son parti en 1939, puis fonde un nouveau mouvement : l'Association des piloristes. À cause d'un éloignement doctrinal croissant, ses partisans et lui finissent par être exclus de l'U.N. en 1940. Après son départ de Suisse, ses partisans participent à la fondation du Mouvement national suisse, avant que celui-ci ne soit interdit par le Conseil fédéral. En avril 1940, Le Pilori est interdit par l'état-major de l'armée suisse. En mai, son recours est rejeté par la Commission fédérale de recours en matière de presse et de radio. Oltramare quitte alors la Suisse.
Oltramare était loin de faire l'unanimité dans sa Suisse natale, qui voyait prospérer à ses frontières les dictatures mussolinienne et hitlérienne. Il était notamment l'une des « têtes de turc » favorites du malicieux chansonnier vaudois Jean Villard (dit Gilles), aux convictions de gauche bien affirmées. Ainsi dans une chanson intitulée « Mille ans déjà, comme le temps passe », écrite en mai 1944, et qui met en scène les lamentations d'Hitler voyant s'écrouler son rêve fou d'un Reich de mille ans, Oltramare (alias Dieudonné) est mis dans le même sac que tous les Quislings de l'époque au 4e couplet :
Nous avions pour guider les masses,

En Europ' les meilleurs atouts

Quisling, Degrelle, Antonescu,

Dieudonné à l'oeil de putasse

Déat, Darnand et leurs voyous,

Et des Farinacci partout !

Vite! un docteur, j'ai mal au cou !

et je sens déjà ma voix qui se casse.

Mille ans déjà, comme le temps passe !

## Activités politiques en France
Le 4 mai 1940 Le Pilori est interdit par les autorités helvétiques. Sous le prétexte d'entreprendre une cure, Oltramare quitte alors la Suisse, le 31 mai, pour l'Italie où il travaille brièvement pour les éditions Montecatini à Florence, grâce à son ami le professeur Malacorda, conseiller de Mussolini. Le 7 juin, à Gênes, il rencontre cependant Ulrich Reiche, un agent du Sicherheitsdienst (service de renseignement allemand), attaché au consulat allemand de Genève, qui l'invite à Berlin. Il reçoit dans ce but un passeport allemand au nom de Karl Diodati. Le 10 juin, il y rencontre Otto Abetz, ancien propagandiste allemand, qui lui propose de l'accompagner à Paris et de collaborer avec lui. Oltramare se rend ensuite en avion en Belgique, puis en voiture à Paris le 17 juin 1940 où il s'installe dans un hôtel réquisitionné par les Allemands qui occupent la ville. 
Dès le 30 juin, il y dirige, sous le pseudonyme de Charles Dieudonné, le journal La France au travail (futur La France socialiste). Il quitte ce poste en juillet 1941 et travaille pour trois journaux, L'Appel Revivre et Pariser-Zeitung, tout en animant à Radio Paris plusieurs émissions comme Au rythme du temps, Les juifs contre la France (cabaret antisémite) et Un neutre vous parle, une chronique personnelle qu'il tient sous son nom.
Le 20 mars 1942, il est à l'origine du déjeuner organisé à l'Écu de France par l'Association des journalistes antijuifs (AJA) dont le président d'honneur est Jean Drault pour célébrer le cinquantième anniversaire du premier numéro de La Libre Parole d'Édouard Drumont. Céline, Pierre-Antoine Cousteau, Henry Coston, Jean Hérold-Paquis, Jacques Dyssord, Robert Denoël et Titaÿna sont également présents à cet évènement. En mai 1943, il fête les 25 ans du Pilori avec un déjeuner auquel sont conviés les antisémites Henri Labroue et Louis Darquier de Pellepoix. Il participe à Paris à des réunions collaborationnistes et anticommunistes et tient des conférences, telle cette conférence de 1941 louant l'œuvre de Céline, son antisémitisme et son appel à la collaboration franco-allemande. Début 1944, se sachant menacé par la Résistance, il organise un Banquet des Condamnés à Morts qui se tient le 1er avril. Un assassin tente d'ailleurs de le tuer au pistolet, mais échoue car son arme s'enraie.
D'après Patrice Miannay, il aurait émargé aux fonds de l'ambassade d'Allemagne et aurait été un agent de l'Abwehr. Durant l'Occupation, il intervient toutefois auprès de l'ambassade d'Allemagne en faveur du poète Max Jacob détenu à Drancy.

## Après-guerre
En septembre 1944, il fuit à Sigmaringen où il retrouve ses amis Céline et Robert Le Vigan, eux aussi en fuite, ainsi que les principales figures du régime de Vichy. Il continue d'y diffuser ses émissions. Arrêté par des troupes alliées, il est extradé vers la Suisse où, le 21 avril 1945, il est inculpé pour « atteinte à l’indépendance de la Confédération », « atteinte à la sûreté de l’État » et « agent stipendié du gouvernement allemand ». Interné le 21 avril 1945, il est relâché le 16 avril 1946 sur l'intervention de ses amis et de sa famille, mais il lui est interdit de publier des journaux.
Il est à nouveau inculpé et interné le 1er février 1947. Il est jugé à Lausanne devant le tribunal fédéral le 10 novembre 1947, aux côtés de deux autres Suisses, René Fonjallaz (de) et Paul Bonny, qui l'avaient rejoint à Paris et défendu par l'avocat Eugène Duperrier. Il est condamné à trois ans de prison et cinq ans de privation de droits civiques pour son activité d’agent stipendié du régime nazi et d’exécuteur docile de la propagande allemande contre la Suisse. De plus, la Cour pénale précise dans sa condamnation le caractère particulièrement haineux des attaques d'Oltramare contre la Suisse et sa bassesse caractérisée par son enrôlement dans les services d’espionnage allemands. Le 12 janvier 1950, la Cour de justice de la Seine le condamne à mort par contumace, avec confiscation de ses biens.
En 1952, il souhaite relancer à Genève Le Pilori, mais le Grand Conseil l'interdit. Il part alors un an et demi en Espagne franquiste où il donne des cours de littérature et de déclamation à l'institut Briam. De retour à Genève après cela, il reprend ses activités d'écrivain et de journaliste en écrivant pour le Canard romand. En 1956, il est appelé par Nasser pour organiser un service d'information en langue française, ce sera la Voix des Arabes. La même année, il publie ses mémoires dans une suite de billets et portraits de personnalités politiques ou littéraires qu'il a rencontrées sous le titre Les souvenirs nous vengent. Il y égrène aussi ses succès féminins. Malgré son interdiction, il relance en 1958 Le Pilori sous le nom de Le Pilori 58 et confie des articles à un journal d'extrême droite appelé L'Europe réelle. En 1960, année de sa mort, il traduit un roman de l'allemand et publie son dernier ouvrage, Limbes et lombes, un recueil de 20 poèmes érotiques, sous le pseudonyme de Tancrède de Pisan.
Il décède le 17 août 1960 à 1h10 d'une déchirure du myocarde, après avoir été transporté à l'Hôpital cantonal de Genève. Un culte funéraire a lieu dans la chapelle de l'hôpital en présence de 150 personnes et le corps d'Oltramare est recouvert du drapeau de l'Union nationale. Parmi les couronnes funéraires, l'une porte l'inscription « Les Anciens de l'U.N. » et une autre « Au fidèle des fidèles ». Le comédien Jean Hort demande sa réhabilitation et le poète Max-Marc Thomas fait réciter le Notre-Père à l'assemblée. En parallèle se tient une cérémonie familiale. Après cette cérémonie, Oltramare est enterré au cimetière du Petit-Saconnex à côté de la tombe de ses parents et de son frère.

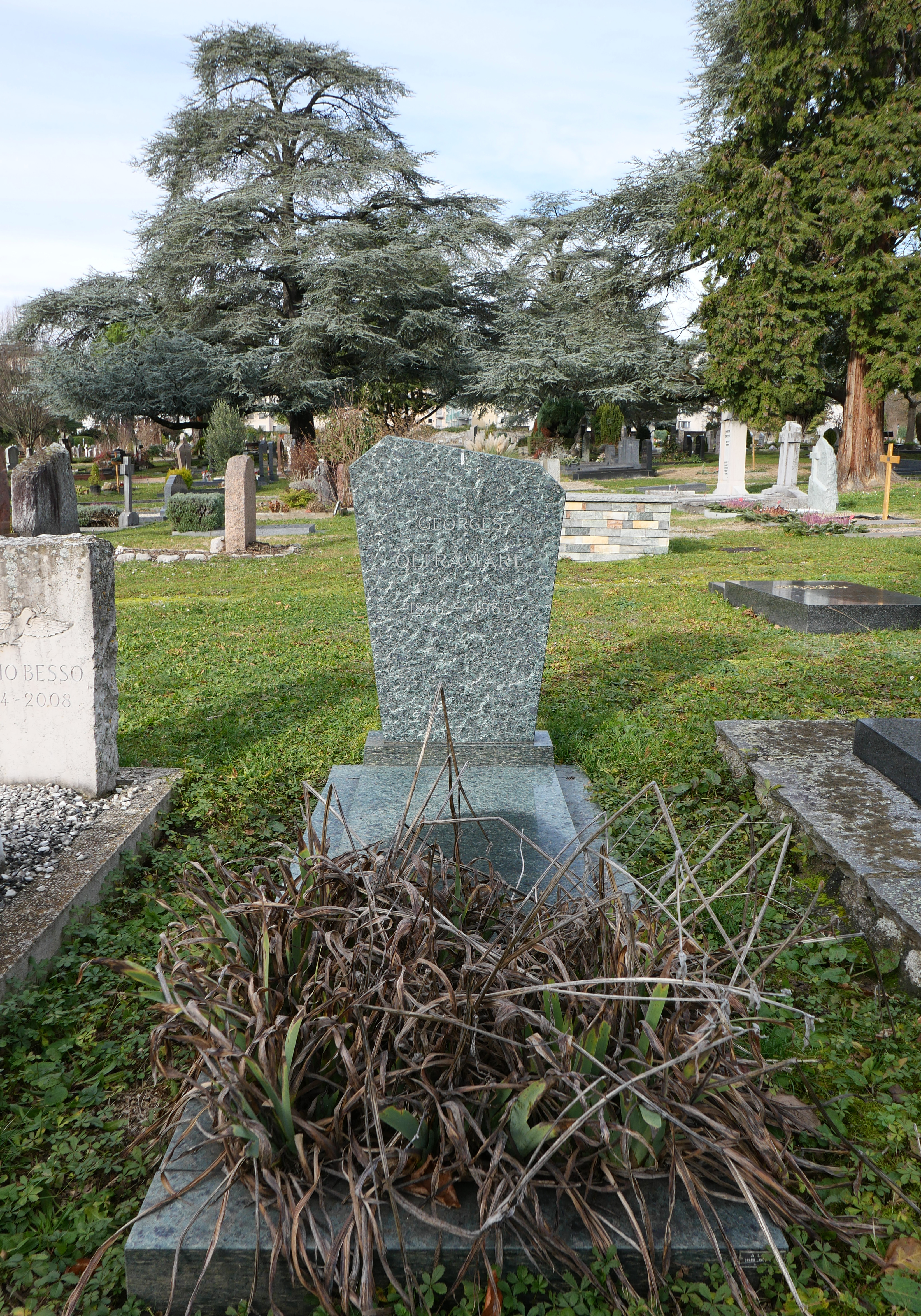
La tombe de Georges Oltramare en 2023, cimetière du Petit-Saconnex.

## Postérité
À la mort d'Oltramare, ce dernier laisse 5 000 francs de dette. Sa famille refuse alors l'héritage. En conséquence, c'est l'Etat de Genève qui possède depuis les droits d'auteur sur l'ensemble de l'oeuvre littéraire d'Oltramare. 
En 2014, une plaque de rue commémorative portant le nom de Georges Oltramare est apposée par des militants de Résistance helvétique à Genève à la place de celle de Léon Nicole.
En 2015, l'écrivain suisse Yves Laplace publie un roman, Plaine des héros, mettant en scène Oltramare et revenant sur sa rencontre avec le neveu de ce dernier, le musicien Grégoire Dunant,, pour lequel il reçoit le prix Alice Rivaz (en 2015) et le prix suisse de littérature (en 2016).
En 2024, la Tribune de Genève révèle l'existence d'un Cercle Georges Oltramare, entité fictive, créée en 2007, figurant dans plusieurs fabulations littéraires. Le décès de son président Faldo Trilhe, le 18 janvier 2025, met un terme à cette fumisterie.

## Distinctions
- 1927 : Grand Prix de la Fondation Schiller pour Don Juan ou la solitude ;
- 1931 : Prix Comoedia du concours de la pièce en un acte pour Manège à trois ;
- 1936 :  Officier de l'ordre des Saints-Maurice-et-Lazare (Italie)[47].

## Œuvre

### Théâtre
- Le sabotage sentimental, Revue des Idées, 1918
- Le rat d'hôtel, Éditions Payot, jouée sur la scène des Amis de l'Instruction, 1920
- Ce que femme veut, jouée à la salle communale de Plainpalais, 1920
- Maldonne, La Semaine littéraire, 1920
- L'escalier de service, éditions Petite Illustration, 1929 (1926 pour la date de rédaction)
- Jean-Jacques chez Maman, coécrite avec Albert Rheinwald et joué à la Comédie en 1930
- Le mari clairvoyant, éditions de l'Est dramatique, avant-propos de Paul Nivoix, 1930
- L'enlèvement d'Europe, coécrite avec Noëlle Roger et joué à la Comédie en 1930
- Millionnaire, coécrit avec Alfred Poulin, joué au Casino-Théâtre de Genève en1930
- Don Juan ou la solitude, Genève, Les beaux livres de l'édition indépendante, 1937 (jouée dès 1925)
- Manège à trois, jouée au Théâtre de l'Odéon, 1931
- Nuit, éditions Meyer, 1937
- Ne coupez pas, éditions Meyer, 1937
- Le bonheur des autres, éditions Meyer, 1937
- Ephraïm, roi des Juifs, 1938
- La Suisse retrouvée, jouée au Grand Théâtre de Genève en 1939
- Marché bleu, publiée sous le pseudonyme de Lauri et joué à Radio-Lausanne en 1951
- Le lieutenant et sa princesse, mise en scène par le Théâtre de la Cour Saint-Pierre, 1955
- Nicolas de Flue, 1957
- Samson et Dalila, 1957

### Roman
- Les amies de Psyché, publié sous le pseudonyme de Tancrède de Pisan, Éditions de la Ruelle, 1950
- Les pèlerins d'utopie, publié sous la forme d'un feuilleton dans Le Pilori

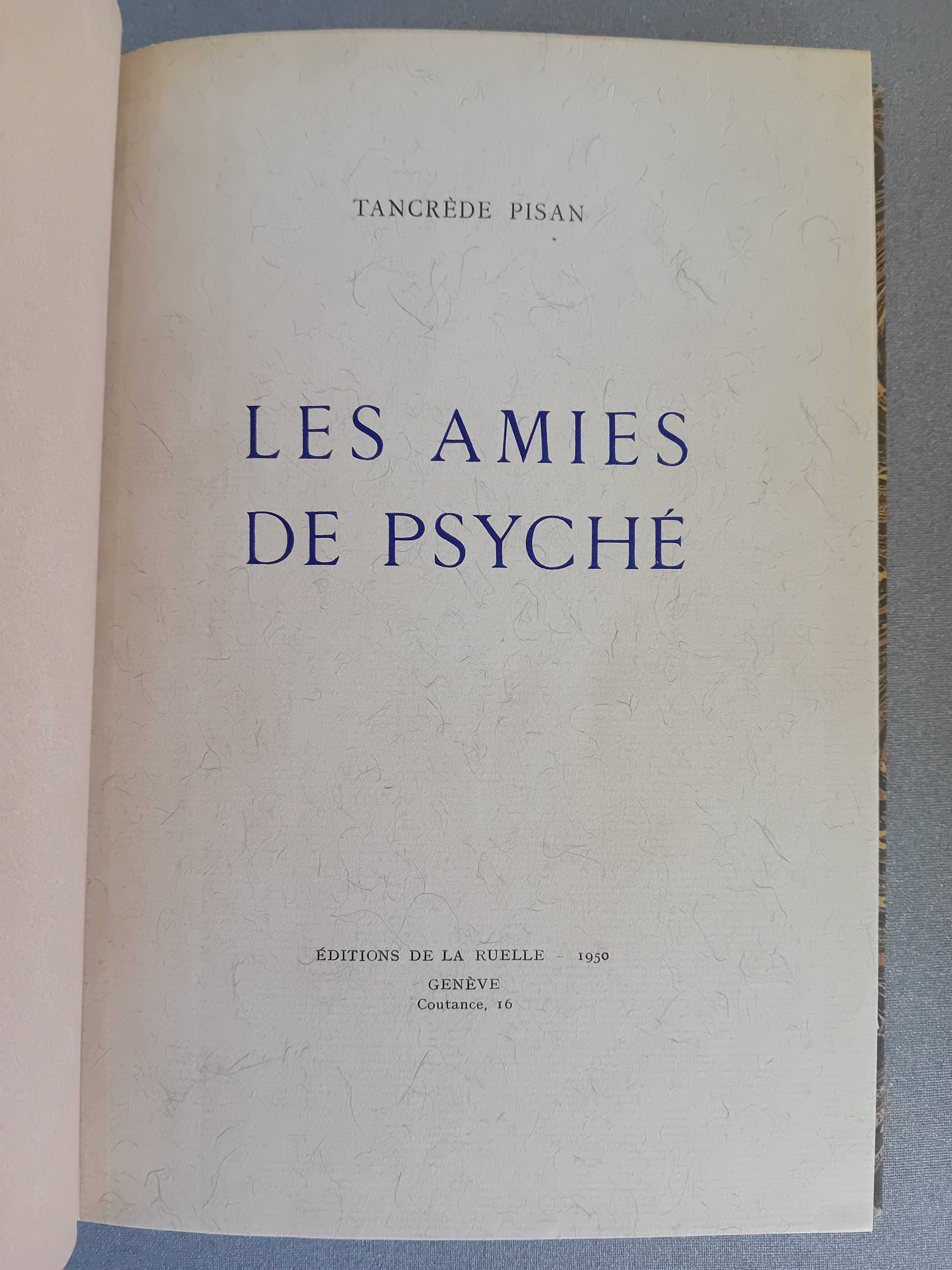
Les amies de Psyché de Georges Oltramare

### Poésie
- Dans le Vieux Faubourg : onze sonnets illustrés, Genève, Comptoir de librairie, 1914
- A mi corps, publié sous le pseudonyme du Chevalier des couches, 1919
- Poèmes indiscrets, 1924
- Limbes et Lombes, 1960, publication posthume sous le pseudonyme de Tancrède de Pisan (écrit dès 1953)

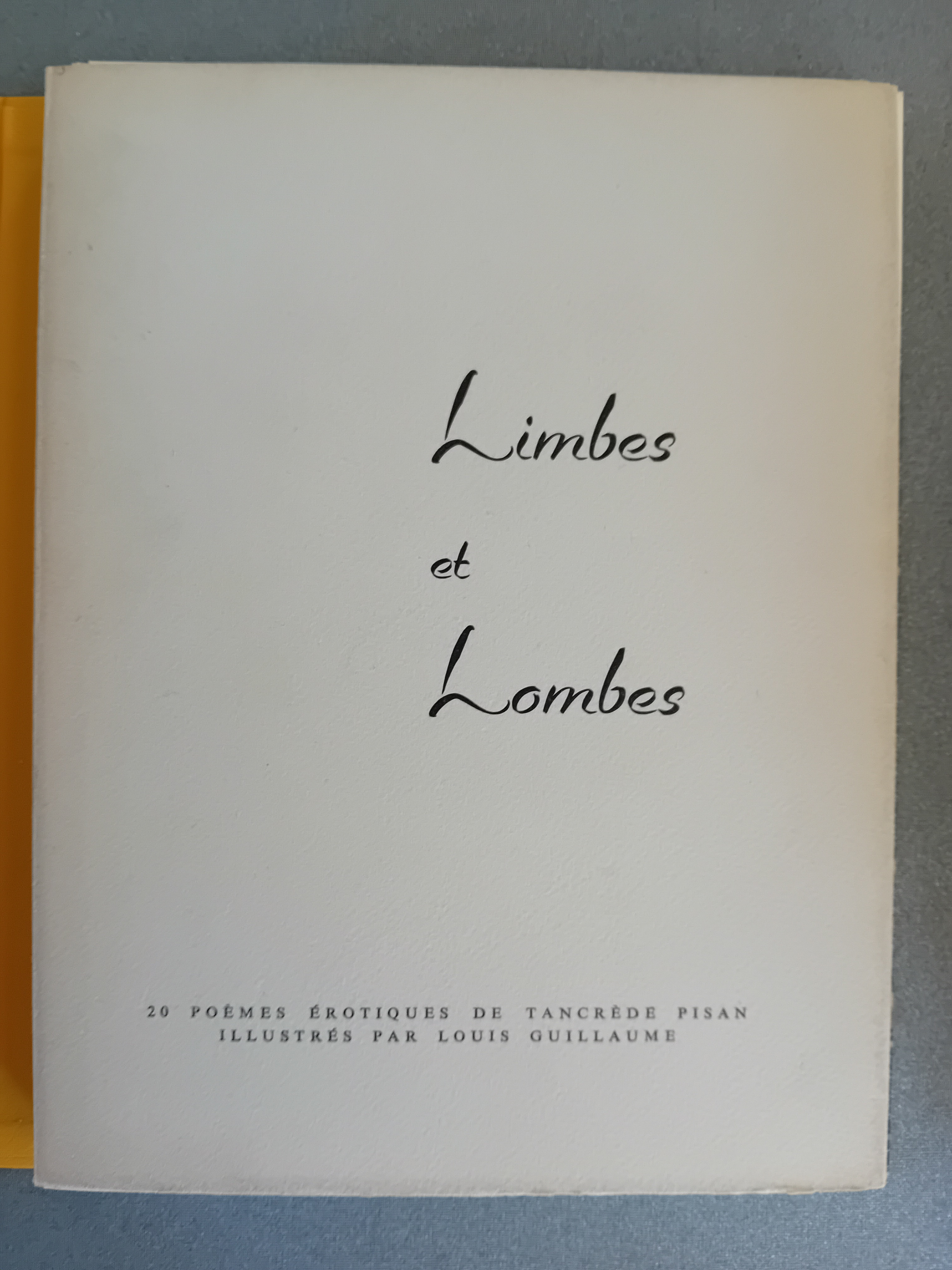
Recueil Limbes et Lombes de Georges Oltramare paru en 1960

### Prose
- Sans laisser de traces…, Recueil d'articles, Genève, éditions A. Ciana, 1922
- Les mystères de Genève, Genève, éditions A. Ciana, 1923
- L'amour en Suisse romande, coécrit avec M. Porta et René Fonjallaz, Lausanne, René et ses Amis, 1929
- Les confidences du Pilori, Société d'édition indépendante, 1935
- Divertissements, Genève, Société d’édition indépendante, 1937
- Réglons nos comptes, 1949
- La peur de se mouiller, 1955
- Les souvenirs nous vengent, Genève, L'Autre Son de Cloche, 1956 ; réédité en 2000 par Déterna dans la collection Documents pour l'Histoire

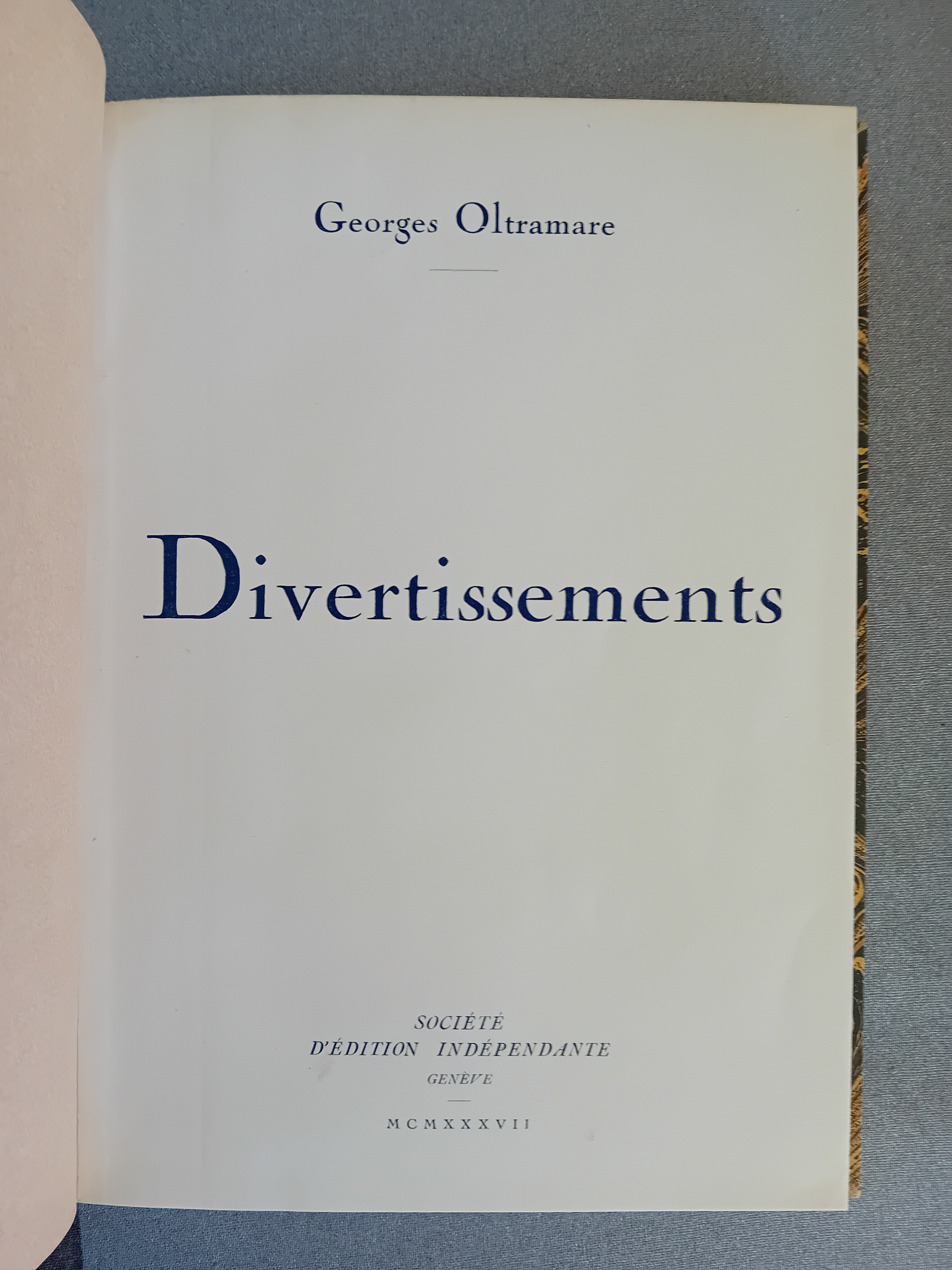
Ouvrage en prose publié en 1937

### Revues
- Le Pilori, 1923-1940
- Nuits de Chine, revue, 1924
- Le Pilori 58, 1958-1960

### Conférences et récitals
- Conférence sur Jules Laforgue à l'Athénée, 1918
- Conférence sur Oscar Wilde au Théâtre Pitoëff, 1921
- Un pamphlétaire (Beaumarchais), publication sur plaquette, 1925
- Un pamphlet, publication sur plaquette, 1925
- Espagne, terre de refuge et de liberté à l'Ateneo de Madrid, 1952
- Poètes inconnus, ignorés et maudits, récital à l'Athénée, organisé par Germaine Tournier, 1954[48]
- Le théâtre secret, récital organisé par Germaine Tournier, 1955
- Conférence sur Sacha Guitry au Théâtre de la Cour Saint-Pierre, 1958

### Jeu d'acteur
- Le satyre du bois gentil, 1923
- Le baiser qui tue, 1927
- Chacun porte sa croix, 1927
- Un soir au cocktail's bar, 1929

## Pseudonymes
- André Soral
- Claude Saint-Gall
- Charles Dieudonné
- Géo
- Jean-Marie Rosa
- Karl Diodati
- Le Chevalier des Couches
- Tancrède de Pisan